# 向川尚樹
向川 尚樹（むかいがわ なおき、1980年12月27日 - ）は、大阪府出身の自転車プロロードレース選手である。現在はマトリックス・パワータグに所属。

## 経歴
立命館大学卒業後、マトリックス・パワータグ入り。スピードマン。安原昌弘監督の1番弟子。トラックで身に付けたスピード力を武器にアップダウンのあるコースを得意とする。チームキャプテンとしてチームを引っ張る。